# Harry Swepstone
Harry Swepstone (Stepney, 1º luglio 1859 – 7 maggio 1907) è stato un calciatore inglese, di ruolo portiere.

## Carriera

### Nazionale
Ha collezionato sei presenze con la propria nazionale.

## Statistiche

### Cronologia presenze e reti in nazionale
| Cronologia completa delle presenze e delle reti in nazionale ― Inghilterra | Cronologia completa delle presenze e delle reti in nazionale ― Inghilterra | Cronologia completa delle presenze e delle reti in nazionale ― Inghilterra | Cronologia completa delle presenze e delle reti in nazionale ― Inghilterra | Cronologia completa delle presenze e delle reti in nazionale ― Inghilterra | Cronologia completa delle presenze e delle reti in nazionale ― Inghilterra | Cronologia completa delle presenze e delle reti in nazionale ― Inghilterra | Cronologia completa delle presenze e delle reti in nazionale ― Inghilterra |
| Data                                                                       | Città                                                                      | In casa                                                                    | Risultato                                                                  | Ospiti                                                                     | Competizione                                                               | Reti                                                                       | Note                                                                       |
| -------------------------------------------------------------------------- | -------------------------------------------------------------------------- | -------------------------------------------------------------------------- | -------------------------------------------------------------------------- | -------------------------------------------------------------------------- | -------------------------------------------------------------------------- | -------------------------------------------------------------------------- | -------------------------------------------------------------------------- |
| 13-3-1880                                                                  | Glasgow                                                                    | Scozia                                                                     | 5 – 4                                                                      | Inghilterra                                                                | Amichevole                                                                 | -5                                                                         |                                                                            |
| 11-3-1882                                                                  | Glasgow                                                                    | Scozia                                                                     | 5 – 1                                                                      | Inghilterra                                                                | Amichevole                                                                 | -5                                                                         |                                                                            |
| 13-3-1882                                                                  | Wrexham                                                                    | Galles                                                                     | 5 – 3                                                                      | Inghilterra                                                                | Amichevole                                                                 | -5                                                                         |                                                                            |
| 3-2-1883                                                                   | Londra                                                                     | Inghilterra                                                                | 5 – 0                                                                      | Galles                                                                     | Amichevole                                                                 | -                                                                          |                                                                            |
| 24-2-1883                                                                  | Liverpool                                                                  | Inghilterra                                                                | 7 – 0                                                                      | Irlanda                                                                    | Amichevole                                                                 | -                                                                          |                                                                            |
| 10-3-1883                                                                  | Sheffield                                                                  | Inghilterra                                                                | 2 – 3                                                                      | Scozia                                                                     | Amichevole                                                                 | -3                                                                         |                                                                            |
| Totale                                                                     |                                                                            | Presenze                                                                   | 6                                                                          |                                                                            | Reti                                                                       | -18                                                                        |                                                                            |